# Робін Преппер
Робін Преппер (нід. Robin Pröpper, 23 вересня 1993, Арнем) — нідерландський футболіст, центральний захисник шотландського клубу «Рейнджерс»

## Клубна кар'єра

### «Де Графсхап»
Преппер розпочав займатись футболом у академії клубу ВДЗ в рідному Арнемі, з якого у 2008 році перейшов до академії головної команди міста, клубу «Вітессе». Він пробув там рік і в 2009 році перейшов до молодіжної команди «Де Графсхапа». 2011 року він підписав з клубом свій перший контракт.
17 серпня 2012 року він дебютував за «Де Графсхап» у матчі проти «Гоу Егед Іглз» (2:2), вийшовши на заміну на дві хвилини. Наступного тижня він вперше вийшов у стартовому складі в грі проти «Гелмонд Спорта» (2:5) і забив свій перший гол та віддав першу гольову передачу за клуб. У першому сезоні він посів восьме місце з клубом у Еерстедивізі, другому за рівнем дивізіоні країни, а потім восьме, сьоме та шосте. Преппер тричі брав участь з «Де Графсхапом» у плей-оф за підвищення до вищого дивізіону, але перші дві спроби зазнали невдачі. З третього разу клубу Робіна вдалося виграти плей-оф у 2015 році та вийти до вищого дивізіону.
11 серпня 2015 року Преппер дебютував в Ередивізі як капітан «Де Графсхапа». У суботу, 1 листопада 2015 року, він і його товариші по команді грали матч чемпіонату проти ПСВ (3:6). Того дня він вперше у своїй професійній кар'єрі зіграв проти старшого брата, Даві Преппера. В результаті клуб закінчив сезон на сімнадцятому місці, що означало участь у плей-оф 2016 року. Там «Де Графсхап» з Преппером у статусі капітана програв фінал плей-оф команді «Гоу Егед Іглз», після чого футболіст вирішив покинути клуб у статусі вільного агента, оскільки його контракт з рідним клубом закінчився. Загалом за чотири сезони Преппер провів 131 гру у чемпіонаті за «Де Графсхап» і забив дев'ять голів.

### «Гераклес» (Алмело)
Влітку 2016 року Преппер підписав трирічну угоду з «Гераклесом» (Алмело). Клуб минулого сезону фінішував шостими в Кркдмвізі, а потім кваліфікувалися до Ліги Європи через плей-оф. Завдяки цьому Преппер зіграв свій перший матч за клуб у Лізі Європи 28 липня 2016 року вдома проти португальської «Ароки» (1:1).
Він розпочав сезон як третій центральний захисник Майка те Віріка та Юстіна Гогми, тому лише у сьомому турі в грі проти «Гронінгена» Преппер дебютував за клуб в Ередивізі, оскільки те Вірік перейшов на позицію правого захисника. У тому сезоні він провів 22 гри у всіх турнірах. У наступному сезоні він став стабільно грати в стартовому складі і пропустив лише кілька ігор через травми, забивши чотири голи.
У своєму третьому сезоні він став капітаном команди після відходу воротаря Брема Кастро. У тому сезоні він провів п'ять матчів у статусі капітана, поки у матчі з «Геренвеном» 16 вересня 2018 року отримав травму підколінного сухожилля. У результаті він пропустив решту сезону.
Лише 11 серпня 2019 року, після майже року перерви, Преппер у грі проти «Фортуни» (Сіттард) повернувся до стартового складу «Гераклса» з капітанською пов'язкою. У сезоні, який раніше був перерваний через коронавірус, він провів 18 ігор.
У своєму п'ятому сезоні за клуб Преппер пропустив лише чотири матчі чемпіонату, після чого його контракт з клубом завершився. За п'ять років він провів 103 матчі за «Алмело», забивши п'ять голів.

### «Твенте»
1 липня 2021 року підписав трирічний контракт із «Твенте». Через відсутність основного капітана Ваута Брами він розпочав сезон як капітан у своєму першому матчі за клуб 14 серпня проти «Фортуни» (Сіттард). Після п'яти турів він став найкращим бомбардиром клубу, забивши два голи проти «Вітессе» та по голу проти «Аякса» та «Утрехта». Зрештою він забив ще один гол того сезону, 6 березня 2022 року у ворота «Камбюра», показавши свій найкращий результат у кар'єрі. Того року він посів четверте місце з клубом і кваліфікувався до Ліги конференцій. У своєму другому сезоні він провів 39 ігор у всіх турнірах, забив тричі та віддав дві гольові передачі.
У своєму третьому сезоні в «Твенте» він був призначений новим капітаном через завершення кар'єри Ваута Брами. У першому матчі сезону проти «Алмере Сіті» 13 серпня 2023 року (4:1) він забив перший гол у Ередивізі у новому сезоні. У січні 2024 року він продовжив термін дії контракту з клубом до середини 2027 року.

### «Рейнджерс»
1 серпня 2024 року Преппер підписав дворічний контракт з шотландським клубом «Рейнджерс».

## Виступи за збірну
У листопаді 2011 року Преппер провів п'ять товариських матчів за юнацьку збірну Нідерландів U-19.

## Клубна статистика
| Сезон   | Клуб        | Ліга         | Чемпіонат | Чемпіонат | Кубок | Кубок | Міжнародні | Міжнародні | Інші | Інші  | Всього | Всього |
| Сезон   | Клуб        | Ліга         | Ігор      | Голів     | Ігор  | Голів | Ігор       | Голів      | Ігор | Голів | Ігор   | Голів  |
| ------- | ----------- | ------------ | --------- | --------- | ----- | ----- | ---------- | ---------- | ---- | ----- | ------ | ------ |
| 2012/13 | Де Графсхап | Еерстедивізі | 20        | 2         | 1     | 0     | 0          | 0          | 3    | 0     | 24     | 2      |
| 2013/14 | Де Графсхап | Еерстедивізі | 24        | 2         | 0     | 0     | 0          | 0          | 2    | 0     | 26     | 2      |
| 2014/15 | Де Графсхап | Еерстедивізі | 36        | 2         | 3     | 1     | 0          | 0          | 6    | 0     | 45     | 3      |
| 2015/16 | Де Графсхап | Ередивізі    | 31        | 2         | 1     | 0     | 0          | 0          | 4    | 0     | 36     | 2      |
| 2016/17 | Гераклес    | Ередивізі    | 18        | 0         | 2     | 0     | 2          | 0          | 0    | 0     | 22     | 0      |
| 2017/18 | Гераклес    | Ередивізі    | 26        | 4         | 1     | 0     | 0          | 0          | 0    | 0     | 27     | 4      |
| 2018/19 | Гераклес    | Ередивізі    | 5         | 0         | 0     | 0     | 0          | 0          | 0    | 0     | 5      | 0      |
| 2019/20 | Гераклес    | Ередивізі    | 18        | 0         | 0     | 0     | 0          | 0          | 0    | 0     | 18     | 0      |
| 2020/21 | Гераклес    | Ередивізі    | 30        | 1         | 1     | 0     | 0          | 0          | 0    | 0     | 31     | 1      |
| 2021/22 | Твенте      | Ередивізі    | 33        | 5         | 3     | 0     | 0          | 0          | 0    | 0     | 36     | 5      |
| 2022/23 | Твенте      | Ередивізі    | 29        | 1         | 2     | 0     | 4          | 1          | 4    | 1     | 39     | 3      |
| 2023/24 | Твенте      | Ередивізі    | 33        | 3         | 1     | 0     | 6          | 0          | 0    | 0     | 40     | 3      |
| 2024/25 | «Рейнджерс» | Прем'єршип   | 0         | 0         | 0     | 0     | 0          | 0          | 0    | 0     | 0      | 0      |
| Всього  | Всього      | Всього       | 303       | 22        | 15    | 1     | 12         | 1          | 19   | 1     | 349    | 25     |

## Особисте життя
Робін — молодший брат футболіста і гравця національної збірної Нідерландів Даві Преппера.